# Fernando Naranjo
Luis Fernando Naranjo Lalama (Ambato, 1948/1949) es un político ecuatoriano que ocupó el cargo de prefecto de la provincia de Tungurahua de 2000 a 2019.

## Biografía
Realizó sus estudios superiores en la Escuela Politécnica Nacional, donde obtuvo el título de ingeniero mecánico. Posteriormente se especializó en administración pública y privada en Estados Unidos, Brasil y Costa Rica.
Se desempeñó como profesor de la Universidad Técnica de Ambato por más de dos décadas. Fue gerente general de la Empresa Eléctrica de Ambato por 13 años. También ocupó la presidencia de la Cámara Ecuatoriano-Americana, de la Asociación de Empresas Eléctricas de Ecuador y de la Cámara de Industrias de Tungurahua.

### Vida política
En las elecciones seccionales de 2000 fue elegido prefecto provincial de Tungurahua, auspiciado por la alianza entre los partidos Izquierda Democrática, Democracia Popular y Partido Socialista Ecuatoriano. En 2004 fue reelecto al cargo por la denominada Alianza Democrática Intercultural, que incluía a los partidos y movimientos Izquierda Democrática, Pachakutik, Nuevo País, Fuerza Ciudadana y Frente Cívico.
En las elecciones de 2009 obtuvo el 49.5% de los votos y volvió a ser reelegido prefecto, esta vez de la mano del movimiento Alianza PAIS, del presidente Rafael Correa.
En 2014 fue elegido para su cuarto periodo, con el 52% de los votos.
Entre las principales obras ejecutadas durante su tiempo en la prefectura destacan la edificación de las represas Mula Corral y Chiquiurco para hacer frente a las sequías, y la planificación y construcción de una red vial integral a lo largo de la provincia.